# Edsken, Hofors kommun
Edsken är en småort och tidigare även järnbruk i Torsåkers socken i Hofors kommun, Gästrikland. Orten ligger cirka fyra kilometer från Hofors.
Här finns en campingplats med en badplats vid sjön Edsken och en restaurang med tillhörande kiosk

## Historia
Edske masugn anlades 1664 för att förse närliggande Hofors bruk med tackjärn.
Här lyckades bruksägaren Göran Fredrik Göransson den 18 juli 1858 framställa ett smidbart, relativt slaggfritt stål för första gången genom den nya bessemermetoden. Tillverkningen av bessermerstål flyttades emellertid redan 1866 till det då nybyggda Sandvikens jernverk vid Storsjön. Bergslagsbrukens stordrifttid tog sin början.
Tackjärnstillverkningen fortsatte till 1880 då masugnen förstördes i en brand. Masugnen är bevarad som ruin och på platsen finns en kopia, i halv storlek, på den första bessemerkonvertern.